# Energimuseet
Energimuseet er et statsanerkendt specialmuseum som formidler energiens historie og den grønne omstilling. Museet ligger ved Tangeværket i Midtjylland, og blev stiftet 1982 som en selvejende institution baseret på et repræsentantskab. Det åbnede for publikum i 1985. Indtil 31. december 2010 var Energimuseets officielle navn Elmuseet.

## Om museet
Energimuseet er placeret i Tange ved Bjerringbro, og ligger i tilknytning til Danmarks største vandkraftværk, Tangeværket, som ejes af andelsselskabet Gudenaacentralen a.m.b.a. Museet åbnede første gang i 1985, og var Danmarks første science center med hands-on aktiviteter. Siden åbningen har museet udvidet til flere bygninger, og i 1994 indviedes museets nuværende hovedbygning. 
Museet har løbende ændret formidlingsfokus fra at omhandle formidling omkring elektricitet, til i dag at handle om formidling af energiens historie og den grønne omstilling, hvilket sker særlig med fokus på FN-verdensmål nr. 7, Vedvarende energi og Verdensmål nr. 12, Ansvarlig forbrug og produktion. 
De 8 udstillingsbygninger ligger spredt på et 10 hektar stort område i landskabet omkring Gudenåen og Tange Sø. Det giver museet mulighed for at vise genstande og historiske miljøer i fuld skala f.eks. en original dampmaskine, dieselmotorer og interiør fra gamle elværker samt flere frilandsudstillinger.
På de udendørs arealer finder man desuden aktuelle udstilling omkring danskernes CO2 forbrug (Liv i forandring) og en udstilling om de spændende tiltag danske uddannelsesinstitutioner og virksomheder arbejder med.
Udstillingerne består blandt andet af tre historiske huse, der viser hvorledes teknik og elektricitet har forandret boliger og husholdninger op gennem det tyvende århundrede. På friland står også Energimuseets samling af historiske vindmøller, bl.a. den verdensberømte Gedsermølle (der er indlemmet i den danske kulturkanon), og en 450kW mølle fra Vindeby, verdens første havmøllepark.

## Aktiviteter
Energimuseet er et oplevelses- og science center med ’hands-on aktiviteter’ og interaktive udstillinger. Der fokuseres på at skabe lærerige oplevelser for familier og turister og på at tilbyde aktiviteter og undervisningstilbud for skoler og ungdomsuddannelser
Energimuseet råder over et højspændingslaboratorium, som er det eneste af sin art i Norden, der er åbent for offentligheden. Her demonstreres dagligt eksperimenter med lyn og gnister på flere millioner volt. I højspændingslaboratoriet står et andet af museets klenodier, en 5 meter høj Van de Graaff-generator, der oprindeligt blev bygget for Niels Bohr og anvendt som partikelaccelerator på Niels Bohr Instituttet i 1950'erne.